# Ostalgie

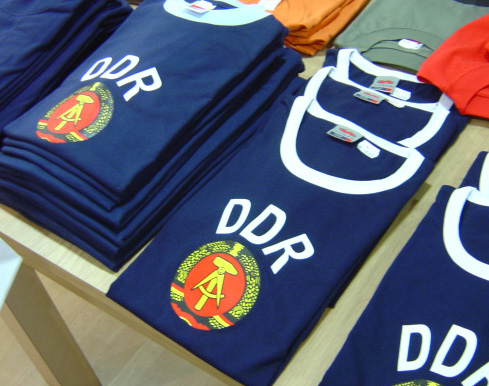
T-shirts portant les armoiries de l'Allemagne de l'Est et les initiales « DDR » (RDA) à Berlin, en 2004.

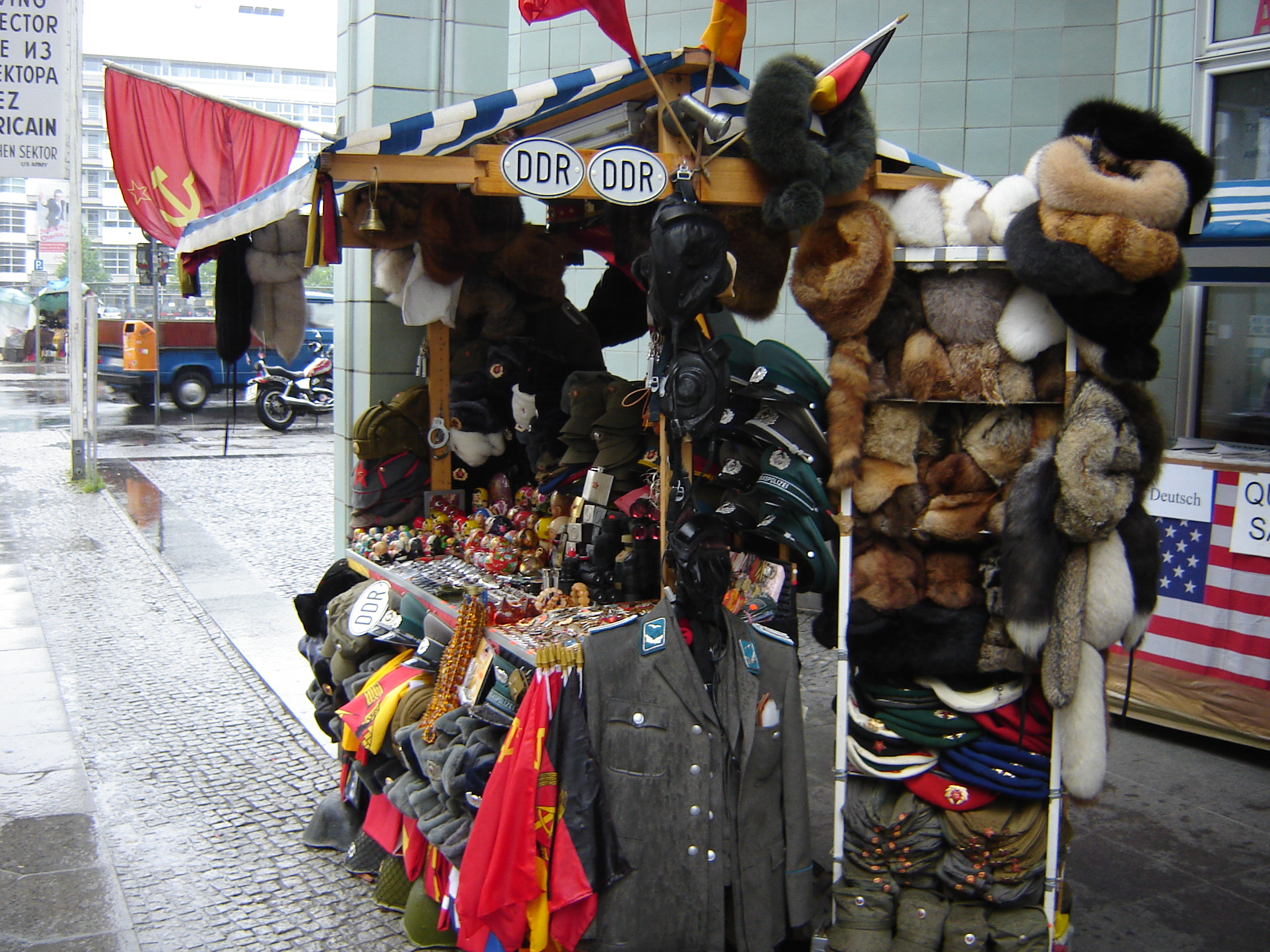
Souvenirs de la RDA à vendre à Berlin en 2006.

L’ostalgie (en allemand : die Ostalgie, des mots Ost (Est) et Nostalgie) est un néologisme désignant la nostalgie de l'ancienne Allemagne de l'Est (RDA). Ce terme a par la suite été utilisé pour d'autres pays de l'Est, prenant ainsi le sens élargi de « nostalgie du système communiste ».

## Histoire

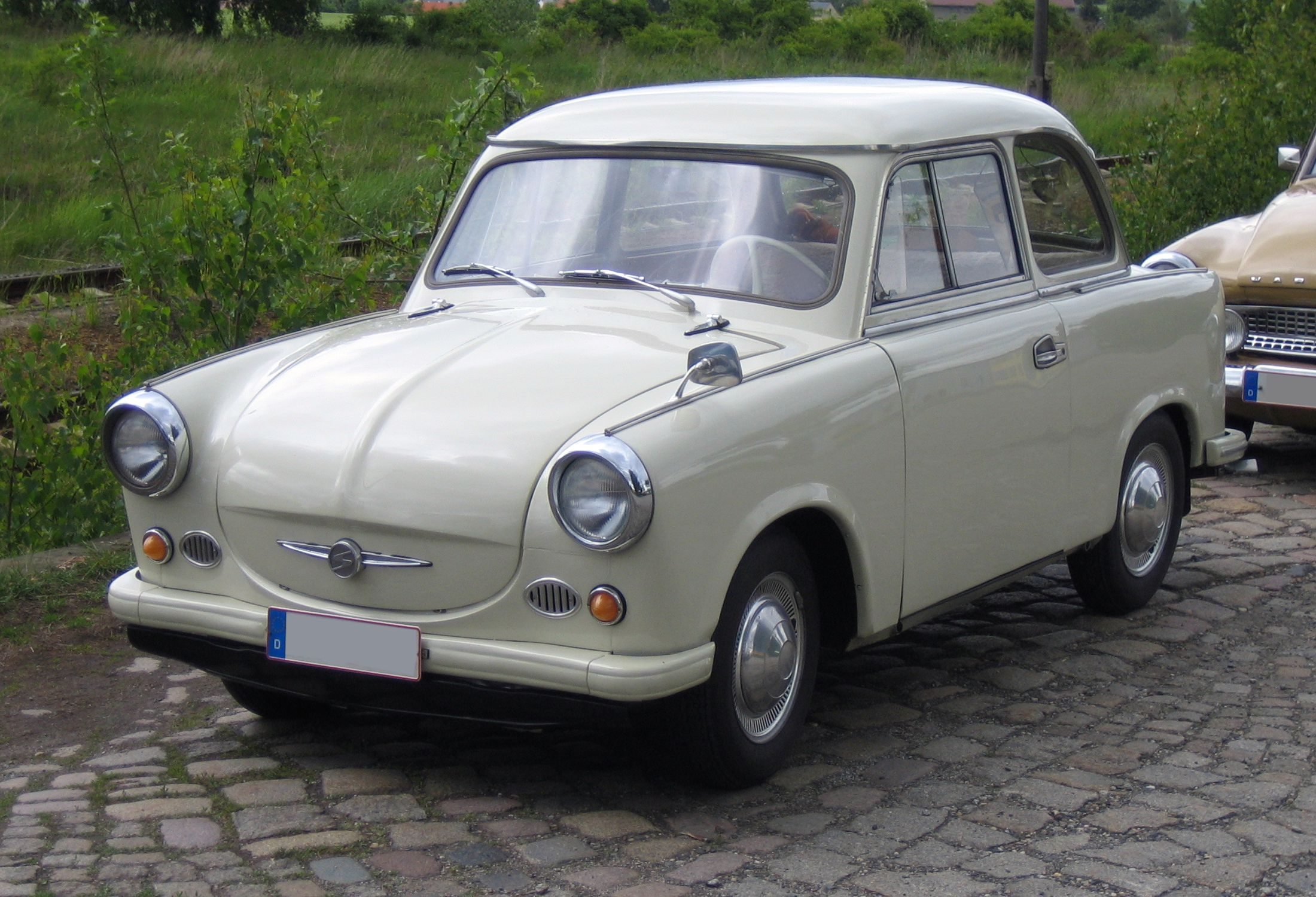
Trabant P50.

Le mot ostalgie est utilisé pour la première fois par l'artiste est-allemand Uwe Steimle en 1992.
Avec l'ouverture du rideau de fer et la réunification allemande, la vie très encadrée par l'État communiste où tous les salariés étaient fonctionnaires, ainsi que les produits de consommation est-allemands bon marché, disparaissent au profit d'un marché concurrentiel et d'une société libérale où l'emploi est soumis aux aléas de l'économie de marché, tandis que des produits ouest-allemands ou importés, plus abondants mais plus chers, diminuent le pouvoir d'achat. Les loyers aussi renchérissent fortement. Sur le plan culturel, des symboles de puissance comme les slogans affichés dans les lieux publics, les statues de dirigeants ou les grandes parades civiles ou militaires, sont retirés ou cessent. Le système paternaliste est-allemand laisse place au capitalisme et à la responsabilité individuelle.
Une partie de la population est-allemande, qui s'était adaptée à 45 ans de régime communiste, s'est vue imposée du jour au lendemain l'économie de marché pratiquement sans phase de transition, et s'est sentie d'abord libérée par la réunification, mais s'est ensuite confrontée aux exigences très différentes (et aux appétits productivistes) du capitalisme.
Sur le plan personnel, compte tenu de la succession des générations, l’ostalgie exprime en fait la nostalgie de l'enfance ou de la jeunesse, reportée sur la période historique correspondante. Parmi les éléments regrettés, des éléments importants sont l'entraide informelle qui suppléait alors aux carences du système, mais tissait les seuls liens sociaux libres, ou encore l'absence de publicité dans l'espace public (voirie, urbanisme, transport) et privé (télévision, radio, téléphone).
Un exemple typique de l’ostalgie est la multiplication des Ostalgie-Partys pendant lesquelles se montrent des sosies de Erich Honecker, des airs de musique de la RDA sont joués, et des produits alimentaires typiques consommés, comme le « Club Cola ». La tradition est d'aller à ces fêtes à bord d'une voiture Trabant et dans des vêtements exhibant les anciens symboles de la RDA.
En 2009, on estimait qu'un Allemand originaire de l'Est sur 5 ressent une forme d'« ostalgie ». En 2013, les vendeurs de produits d'ex-RDA constatent que cette « ostalgie » est en baisse. Cependant, en 2015, on[Qui ?] constate que la vie quotidienne des Allemandes « reste très marquée par les conceptions différentes de leur rôle qui régnaient des deux côtés du Mur », en particulier vis-à-vis de l'accès à un emploi.

## Objets de l’ostalgie

### Musée
Depuis 2006, le « DDR Museum » de Berlin évoque la vie dans l'ancienne République démocratique allemande.

### Produits bon marché
- Eberswalder Wurst : charcuterie ;
- Spreewaldgurken : cornichons du Spreewald ;
- Bautz'ner : moutarde ;
- Globus : petits pois ;
- Filinchen : biscottes ;
- Burger Knäcke : pain croustillant ;
- Nudossi : pâte à tartiner ;
- Halloren : chocolats ;
- Mocca fix : café en poudre ;
- Vita-Cola, Club Cola : soda au cola ;
- Rotkäppchen : vin mousseux « chaperon rouge » ;
- Rosenthaler Kadarka : cépage de vins ;
- Spee : lessive ;
- Florena : marque de cosmétiques ;
- Blue Cottino : jeans ;
- Erika : machine à écrire ;
- Trabant : voiture (avec carrosserie en plastique et moteur deux-temps) ;
- Ampelmännchen : bonshommes verts et rouges (à chapeaux) des feux-piétons.

### Système économique et politique
À la suite de la réunification de l'Allemagne, le gouvernement du nouveau pays a mis en œuvre une politique d'effacement de l'identité et de l'histoire de l'Allemagne de l'est,. Les historiens est-allemands ont en outre été marginalisés au profit d'historiens de l'Ouest, prompts à considérer l'ancienne Allemagne de l'Est comme une pure dictature totalitaire, voire à la comparer au IIIe Reich.
Cela a provoqué un sentiment d'injustice dans l'ancienne Allemagne de l'Est, l'ancienne chancelière fédérale Angela Merkel allant elle-même déplorer un traitement partial de l'histoire de la RDA. En conséquence, certaines personnes réclament un bilan objectif et nuancé, sans diabolisation ni glorification. Un film comme La Vie des autres tente de dresser un tel bilan.
La réalité de l’ostalgie a été attestée par un sondage réalisé par l'institut Emnid pour le quotidien Berliner Zeitung, qui révèle qu'une majorité d'Allemands de l'Est pense que l'ex-RDA avait « davantage d'aspects positifs que négatifs ».
Cela s'explique : les quarante années de gouvernance d'un parti unique (le SED communiste, 1949-1989) considérant comme « formelle et factice » la démocratie occidentale, a durablement implanté dans la population est-allemande un « démo-scepticisme » qui est, avec la brutalité de la transition économique et la concurrence des travailleurs immigrés pour les emplois peu qualifiés, l'une des causes des scores élevés réalisés dans les « Länder de l'Est » par l'extrême-droite allemande.

### Ostalgie dans les autres pays
En Hongrie, le Memento Park de Budapest rassemble les statues érigées à la gloire du communisme dans le pays pendant la seconde moitié du XXe siècle et abattues à la dislocation de l'URSS ; il est un symbole de l’ostalgie en Europe centrale. Des parcs similaires existent dans d'autres pays de l'ancien « bloc de l'Est ». Dans les pays où les communistes n'ont jamais gouverné seuls, mais où ils ont représenté une espérance populaire et ont aidé les classes ouvrières à obtenir des droits et des avantages dans leur lutte avec le patronat, il existe une forme d’ostalgie consistant à défendre malgré tout le bilan des gouvernements communistes en dépit de leur refus des réformes, de leurs crimes (qui sont alors relativisés) et de leur échec final.

## L'ostalgieau cinéma
[à développer]
- Sonnenallee (1999)
- Good Bye, Lenin! (2003)
- Herr Lehmann (2003)
- Kleinruppin forever (de) (2004)
- Mes plus belles années (série allemande) (de) (2005)
- NVA (film) (de) (2005)
- La Vie des autres (2006)
- Le Perroquet rouge (2006)